# Platygaster gahani
Platygaster gahani är en stekelart som beskrevs av Fouts 1924. Platygaster gahani ingår i släktet Platygaster och familjen gallmyggesteklar. Inga underarter finns listade i Catalogue of Life.